# Macrocera exilis
Macrocera exilis är en tvåvingeart som beskrevs av Loïc Matile 1972. Macrocera exilis ingår i släktet Macrocera och familjen platthornsmyggor. Inga underarter finns listade i Catalogue of Life.